# Vagli Sotto
Vagli Sotto (auch Vagli di Sotto) ist eine Gemeinde mit 793 Einwohnern (Stand 31. Dezember 2024) in der Garfagnana in der italienischen Provinz Lucca. 

## Geografie

Lage der Gemeinde Vagli Sotto in der Provinz Lucca

Die Gemeinde liegt im westlichen oberen Serchiotal in der Landschaft der Garfagnana. Der Ort liegt etwa 35 km nordwestlich der Provinzhauptstadt Lucca und rund 85 km nordwestlich der Regionalhauptstadt Florenz in der klimatischen Einordnung italienischer Gemeinden in der Zone E, 2 903 GG. Wichtige Gewässer im Gemeindegebiet sind die Torrente Edron (2 von 8 km im Gemeindegebiet) und der Fosso Tambura (alle 6 km im Gemeindegebiet). In unmittelbarer Nähe liegt der Lago di Vagli, ein Stausee des Flusses Edron.
Die Gemeinde besteht aus den Ortsteilen Fontana delle Monache (575 m, ca. 260 Einwohner), Roggio (800 m, ca. 180 Einwohner), Vagli Sopra (Rathaussitz und größter Ortsteil, 725 m, ca. 570 Einwohner) und Vagli Sotto (600 m, ca. 100 Einwohner).
Die Nachbargemeinden sind Camporgiano, Careggine, Massa (MS), Minucciano und Stazzema.

## Geschichte
Erstmals erwähnt wurden die Orte im 9. Jahrhundert als Vallibus (823) und Valli (899). Zu dieser Zeit gehörten sie als Lehen zu den Grafen aus dem heutigen Nachbarort Careggine. In der Mitte des 13. Jahrhunderts gehörten die beiden Orte im Konflikt zwischen Ghibellinen und Guelfen verschiedenen Lagern an: Vagli di Sopra gehörte zu den Ghibellinen, Vagli di Sotto zu den Guelfen. Im 14. Jahrhundert litten die Orte mehrfach unter dem Konflikt zwischen Lucca und Pisa, im 15. Jahrhundert kam Florenz als dritte Konfliktpartei noch hinzu, sodass sich die beiden Orte letztendlich im Juni 1451 an Borso d’Este wandten und sich damit den Este aus Ferrara unterstellten.

## Sehenswürdigkeiten

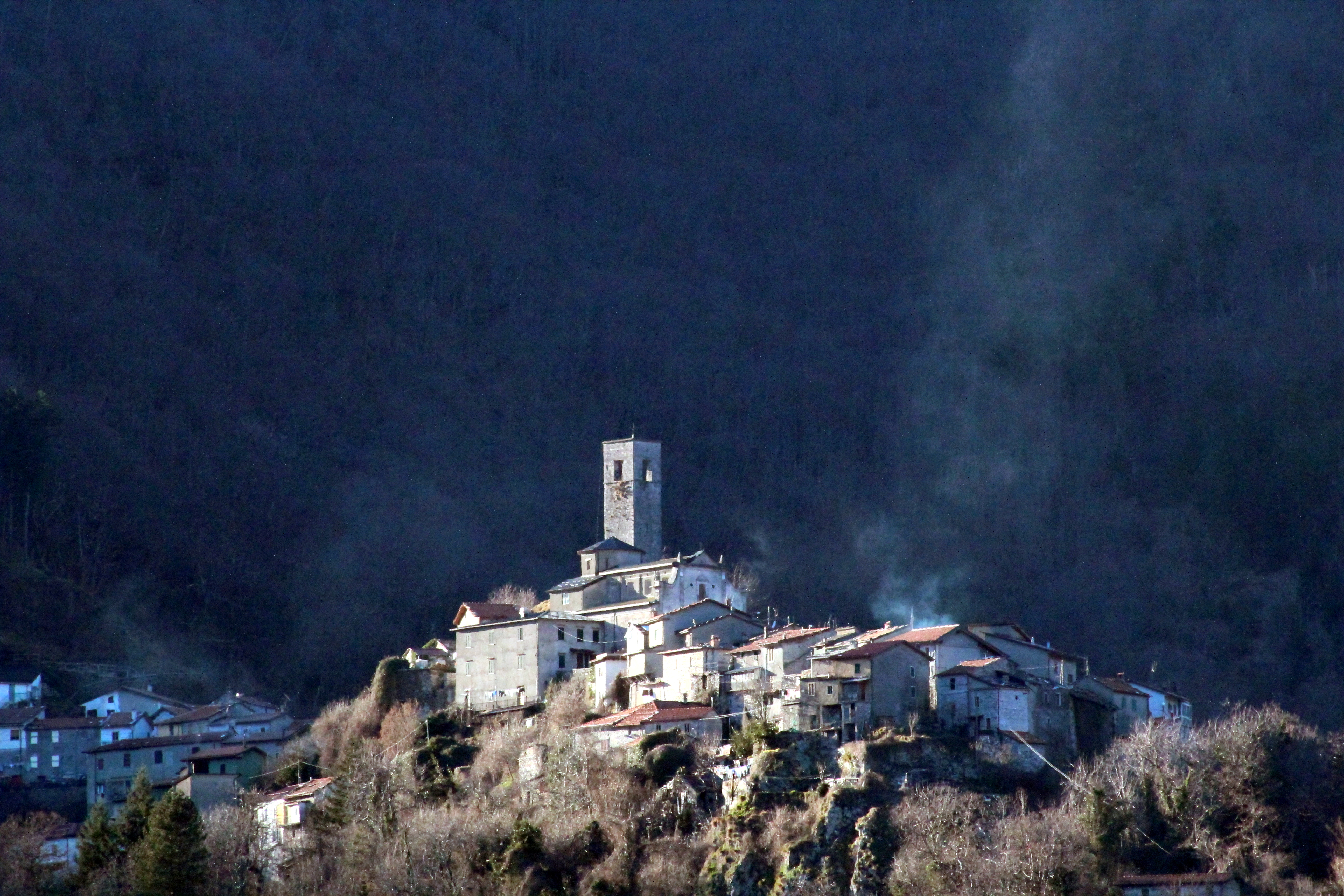
Vagli Sopra, Rathaussitz und größter Ortsteil der Gemeinde

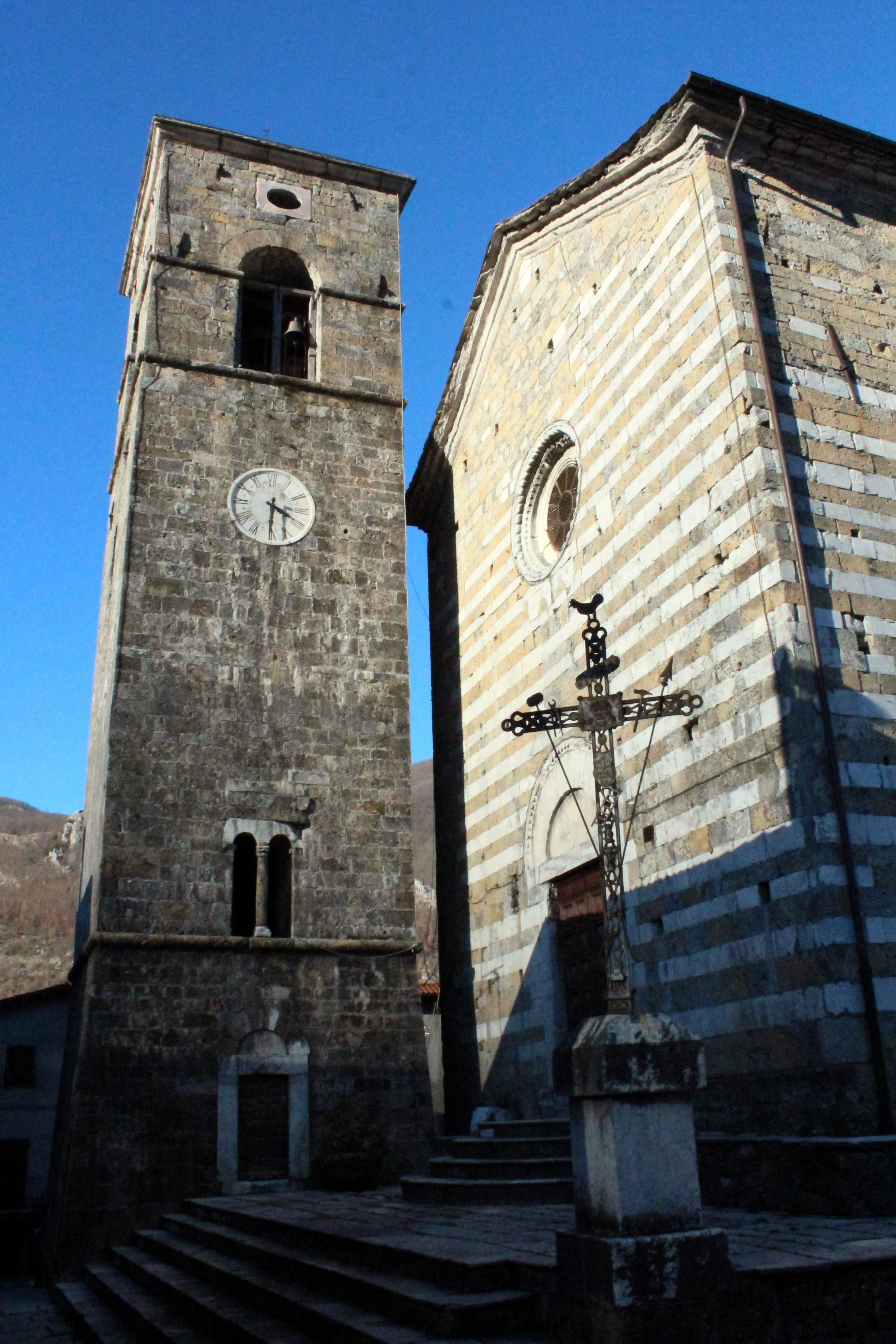
Die Kirche San Regolo in Vagli Sotto

- Chiesa di San Regolo, Kirche in Vagli Sotto aus dem 14. Jahrhundert.[6]
- Chiesa di Sant’Agostino, Kirche aus dem 11. Jahrhundert, die 1799 verlassen wurde.[7]
- Chiesa di San Lorenzo, Kirche in Vagli Sopra, die im 14. Jahrhundert über einer älteren Struktur entstand.[8]
- Chiesa di San Bartolomeo, Kirche in Roggio, die bereits im 10. Jahrhundert als Massa in Royo erwähnt wurde.[9]
- Eremo di San Viviano (auch Viano), Einsiedelei am Berg Monte Roccandagia.[10]
- Fabbriche di Careggine, 1947 verlassener Ort, der 1953 im Stausee Lago di Vagli unterging. Im Ort stand die 1590 errichtete Kirche San Teodoro.[7]
- Lago di Vagli, 1953 in Betrieb genommener Stausee.
- Ponte Morandi, von 1953 bis 1955 durch Riccardo Morandi errichtete Brücke über einen Seitenarm des Lago di Vagli nach Vagli Sotto.
- Denkmal für Alexander Alexandrowitsch Prochorenko.

## Verkehr
Der Ort ist über die Haltestelle Poggio-Careggine-Vagli an die Bahnstrecke Aulla Lunigiana–Lucca angebunden.